# Chorotypus servillei
Chorotypus servillei är en insektsart som beskrevs av Bolívar, C. 1930. Chorotypus servillei ingår i släktet Chorotypus och familjen Chorotypidae. Inga underarter finns listade i Catalogue of Life.